# Olaf Olafsonn and the Big Bad Trip
Olaf Olafsonn and the Big Bad Trip je česká instrumentální psychedelická kapela považovaná za čelného představitele neo psychedelické hudby v Česku. Ačkoli vychází z psychedelické hudby, často používá vlivy jiných stylů například metalu. Kapela využívá k umocnění zážitku masky, projekce a další výtvarné techniky. Spolupracuje s několika českými výtvarnicemi a výtvarníky, jako je autorka jejich masek Simona Krausová (SIKRA) nebo kolektiv Weird Visuals zabývající se tzv. "liquid light show". 

## Historie
Kapela vznikla v roce 2015, kdy nahráli EP Chakra Meditations a Plague a také koncertovali samostatně nebo jako předkapela zahraničních jmen. V roce 2017 vydávali postupně alba věnovaná čtyřem ročním obdobím, která následně propojila v jedno velké album The Feathers of Oblivion. V období kolem vydání The Feathers of Oblivion také vrcholí spolupráce s Anetou "Irmou" Lammrovou, která vytvářela vizuální stránku kapely a byla označována za členku kapely. Změna ve zvuku nastala po kolaboračním albu s polskou kapelou Bön, kdy kapela ustoupila k akustickému zvuku a přijala dalšího perkusistu. Navázala i dalším albem Selenopolis, které se drží v podobné sestavě nástrojů a využívá prvky tribální či avantgardní hudby.
V roce 2023 začínají OOBBT koncertovat opět s elektrickými nástroji. Do jejich sestavy přichází nový bubeník a také klavírista.

## Členové kapely[7]

### Součásní členové
- Olaf Olafsonn - elektrická kytara, flétny, loutna, perkuse, vokály
- Jan Tichý (The Archduke of Neurosis) - elektrická kytara, vokály
- The Ancient One - basová kytara, perkuse, vokály
- Tomáš Kollert - bicí
- Vojtěch Libich (Cunt Family) - klavír

### Bývalí členové
- Filip Vašut (The Dopefiend) - bicí, perkuse, doumbek, vokály
- The Methatron - perkuse
- Jakub Eliáš (The Mathematician) - basová kytara

## Diskografie[7]

### Studiová alba
- The Feathers of Oblivion (2018)
- Temple of Serenity (2020)
- Selenopolis (2021)

### Kolaborace a split
- Eclipse One (2021) - s Bön (hudební skupina)

### EP
- Chakra Meditaions (2015)
- Plague (2015)
- The Feathers of Oblivion I: Spring (2017)
- The Feathers of Oblivion II: Summer (2017)
- The Feathers of Oblivion III: Autumn (2017)
- The Feathers of Oblivion IV: Winter (2017)

### Singly
- Desecration of the Idols (2016)
- The Witch (2021)